# Route nationale 8 (Mali)
Pour les articles homonymes, voir Route nationale 8.
La RN8 est une autoroute du Mali qui démarre à Bougouni à la sortie de la RN7 et se termine à Badogo à la frontière avec la Guinée. Il mesure 112 kilomètres de long,.